# Saurischia
De benaming Saurischia wordt gebruikt voor de groep dinosauriërs waarvan het bekken meestal gelijkenis vertoont met dat van reptielen. Het is een samentrekking van de woorden saurus (= hagedis, sauriër) en ischium (= heup).
De zustergroep van deze groep dinosauriërs is per definitie de groep van de Ornithischia die een bekken heeft dat oppervlakkig gelijkt op dat van een vogel (de vogels zelf behoren tot de Saurischia). Overigens is het niet zozeer de vorm van het ischium (zitbeen) maar de positie van het schaambeen (os pubis) die relevant is en is die positie slechts een aanwijzing, géén voorwaarde ervoor dat een soort tot de Saurischia behoort.
In 1888 benoemde Harry Govier Seeley een orde Saurischia. De klade wordt meestal informeel gedefinieerd als de groep bevattende Megalosaurus en alle soorten nauwer verwant aan Megalosaurus dan aan Iguanodon, maar vreemd genoeg is deze definitie nooit gebruikt in specialistische artikelen. De eerste formele definitie was van Gauthier uit 1986: de vogels en alle andere dinosauriërs nauwer verwant aan de vogels dan aan de Ornithischia. In 1987 verving Padian "Ornithischia" door Triceratops. In 2004 gebruikte Holtz een eerste exacte formele definitie die materieel wel niet verschillend zal blijken: Tyrannosaurus rex en alle soorten nauwer verwant aan Tyrannosaurus dan aan Triceratops horridus. Langer verving die soorten in datzelfde jaar voor zijn definitie door Allosaurus en Stegosaurus. In 2005 baseerde Paul Sereno zich op de definitie van Holz, maar sloot ook Saltasaurus loricatus uit zodat de naam Saurischia als synoniem van Theropoda kan vervallen, mochten de Sauropodomorpha onverwacht toch nauwer verwant aan de Ornithischia blijken en samen een Phytodinosauria vormen.
De Saurischia worden onderverdeeld in de Theropoda en de Sauropodomorpha en omvatten hoogstwaarschijnlijk de vermoedelijke nodusklade van die twee laatste groepen: de Eusaurischia. Nog levende saurischiërs zijn een deelgroep van de theropoden: de huidige vogels.

## Taxonomie
- Sauropodomorpha
  - Saturnalia
  - Prosauropoda
  - Sauropoda
- Theropoda
  - Eoraptor
  - Herrerasauridae
  - Ceratosauria
  - Tetanurae